# Губкин, Сергей Иванович
Серге́й Ива́нович Гу́бкин (27 августа 1898, Санкт-Петербург — 8 сентября 1955) — советский учёный в области металловедения, академик АН БССР (1947), доктор химических наук (1936), профессор (1945). Заслуженный деятель науки и техники БССР (1954).

## Биография

Могила Губкина на Новодевичьем кладбище.

Губкин родился в Санкт-Петербурге. Его отец — И. М. Губкин, геолог, академик АН СССР. 
Служил в белой армии, до 1921 г. — эмигрант. 
В 1928 он окончил Московскую горную академию, в 1930-48 работал в Московском институте цветных металлов и золота, заведовал кафедрой обработки металлов давлением. Одновременно в 1944-48 был заместителем директора Институте металлургии АН СССР, возглавлял отдел обработки металлов давлением в этом учреждении. В 1948 был приглашен на должность директора Физико-технического института АН БССР, основал и возглавил кафедру «Машины и технология обработки металлов давлением» в Белорусском политехническом институте.
Губкин подготовил 20 кандидатов наук.

## Научная деятельность
Научные труды Губкина посвящены теории пластической деформации и обработки металлов давлением. Им были разработаны математические методы изучения процессов течения металла при прокатке, ковке, штамповке и т. д.; введено понятие о механических схемах деформации; создана классификация технологических процессов, исходя из их влияния на пластические свойства металлов.

## Награды
- Орден Трудового Красного Знамени (1949)

## Публикации
Губкин является автором более 120 научных работ, среди которых:
- С. И. Губкин. Теория течения металлического вещества. — М.—Л.: ОНТИ, 1935.
- С. И. Губкин. Теория обработки металлов давлением. — М.: Металлургиздат, 1947.
- С. И. Губкин, С. И. Добровольский, Б. Б. Бойко. Фотопластичность. — Минск: Изд-во АН БССР, 1957.
- С. И. Губкин. Пластическая деформация металлов. Т.1-3. — М.: Металлургиздат, 1960-61.